# Brachytrachelopan
Brachytrachelopan – wymarły rodzaj dinozaura, zauropoda z rodziny dikreozaurów. Jego najbliższym krewnym był dikreozaur. Wyróżnia się pojedynczy gatunek Brachytrachelopan mesai. Dinozaur ten cechował się nietypowo jak na zauropoda  niewielkimi rozmiarami i krótką szyją. Zamieszkiwał obszar współczesnej Patagonii w jurze późnej. Jego szczątki znalazł Daniel Mesa podczas poszukiwania zaginionej owcy, wśród piaskowców formacji Cañadón Calcáreo, czemu zwierzę zawdzięcza swą nazwę naukową.

## Systematyka
Brachytrachelopan zalicza się do zauropodów (Sauropoda) i neozauropodów (Neosauropoda) z grupy diplodokokształtnych (Diplodocoidea). W jej obrębie umieszcza się go w rodzinie dikreozaurów (Dicraeosauridae).

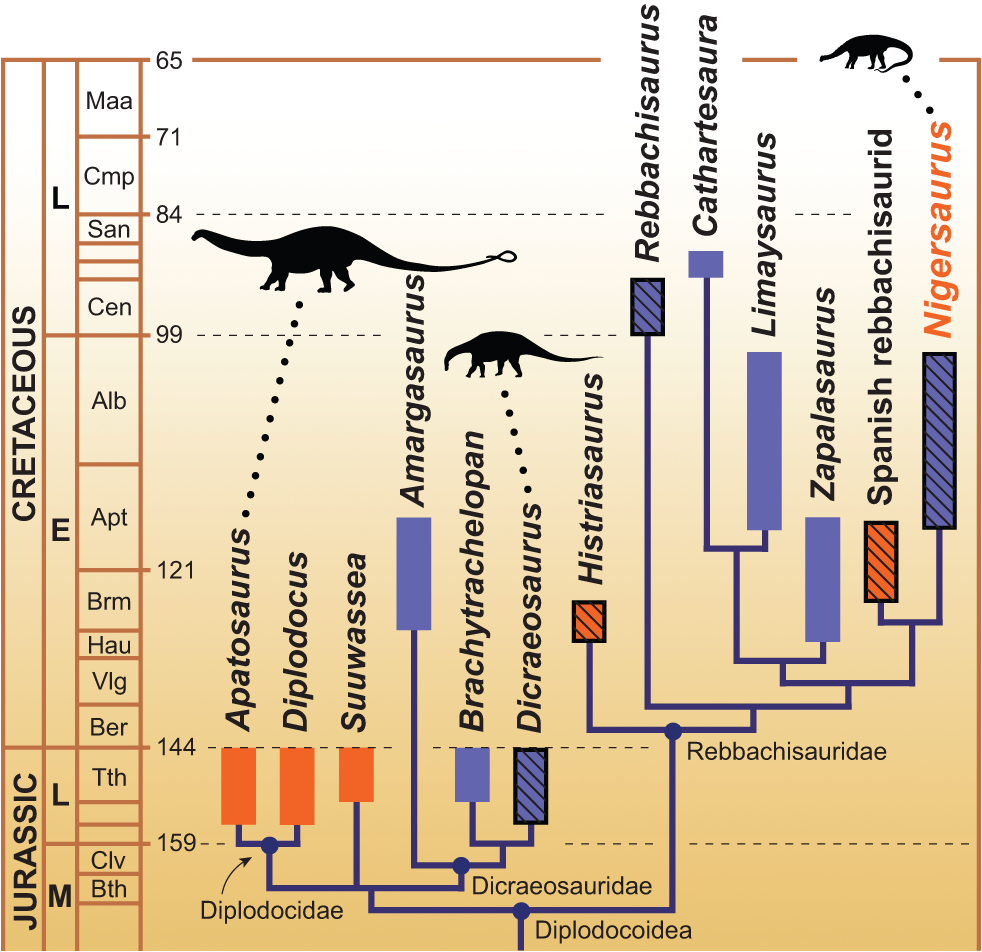
Sereno i współpracownicy przedstawili w 2007 powyższy kladogram.

Jak zauważają Taylor i Naish, o ile co do filogenezy zauropodów panuje powszechna zgoda, to nazewnictwo grup obejmujących krewnych diplodoka (do których zalicza się Brachytrachelopan) jest jeszcze nieuporządkowane. Nie wszystkie stosowane nazwy posiadają swoje definicje, a inne posiadają kilka definicji zaprzeczających sobie wzajemnie. Tak więc neozauropody definiuje się jako klad obejmujący wszystkie taksony pochodzące od ostatniego wspólnego przodka diplodoka i saltazaura albo kamarazaura, zależnie od autora (obie definicje są równoważne – oznaczają dokładnie tę samą grupę zwierząt). W obrębie neozauropodów krewnych saltazaura (a także kamarazaura) zalicza się do Macronaria, natomiast wszystkie neozauropody bliżej spokrewnione z diplodokiem niż z saltazaurem, jak zaproponowali Wilson i Sereno w 1998, zalicza się do diplodokokształtnych (grupę Diplodocoidea wyróżniał już Marsh w 1884; funkcjonuje też nazwa  Diplodocimorpha, która pomimo inaczej skonstruowanej definicji, jest równoważna Diplodocoidea, a więc zbędna). Nadaje im się rangę nadrodziny obejmującej trzy rodziny. Zwierzęta bliżej spokrewnione z rebbachizaurem niż z diplodokiem zalicza się do rodziny rebbachizaurów (Rebbachisauridae) – prócz rebbachizaura są to np. limajzaur, histriazaur, nigerzaur. Natomiast klad obejmujący diplodoka, dikreozaura, ich ostatniego wspólnego przodka i wszystkich jego potomków określono nazwą Flagellicaudata. W obrębie tej grupy leżą dwie pozostałe rodziny diplodokokształtnych: diplodoki i dikreozaury. Ta pierwsza rodzina obejmuje takie rodzaje, jak diplodok, barozaur, apatozaur. Sereno w 1998 zdefiniował ją jako zawierającą taksony bliższe diplodokowi niż dikreozaurowi. Z kolei rodzina dikreozaurów obejmuje trzy rodzaje: dikreozaura, amargazaura i Brachytrachelopan. Definiuje się ją za Sereno jako taksony bliższe dikreozaurowi niż diplodokowi. W jej obrębie wyróżnić można jeszcze podrodzinę Dicraeosaurinae. Może ona zostać zdefiniowana jako obejmująca dikreozaura i Brachytrachelopan, ale już nie amargazaura. Autorzy opisu Brachytrachelopan przeprowadzili również analizę kladystyczną. Przebadali 27 rodzajów zauropodów, sprawdzając 154 cechy. Otrzymali wynik, zgodnie z którym najbliższym krewnym nowego rodzaju jest dikreozaur, a kolejne grupy zewnętrzne stanowią amargazaur (w obrębie rodziny dikreozaurów) i diplodoki.
|  | Amargasaurus                                                        |
|  |                                                                     |
|  | \| \| Brachytrachelopan \| \| \| \| \| \| Dicraeosaurus \| \| \| \| |
|  |                                                                     |
|  | Brachytrachelopan                                                   |
|  |                                                                     |
|  | Dicraeosaurus                                                       |
|  |                                                                     |

|  | Brachytrachelopan |
|  |                   |
|  | Dicraeosaurus     |
|  |                   |

|  | Amargasaurus                                                        |
|  |                                                                     |
|  | \| \| Brachytrachelopan \| \| \| \| \| \| Dicraeosaurus \| \| \| \| |
|  |                                                                     |
|  | Brachytrachelopan                                                   |
|  |                                                                     |
|  | Dicraeosaurus                                                       |
|  |                                                                     |

|  | Brachytrachelopan |
|  |                   |
|  | Dicraeosaurus     |
|  |                   |

|  | Amargasaurus                                                        |
|  |                                                                     |
|  | \| \| Brachytrachelopan \| \| \| \| \| \| Dicraeosaurus \| \| \| \| |
|  |                                                                     |
|  | Brachytrachelopan                                                   |
|  |                                                                     |
|  | Dicraeosaurus                                                       |
|  |                                                                     |

|  | Brachytrachelopan |
|  |                   |
|  | Dicraeosaurus     |
|  |                   |

|  | Amargasaurus                                                        |
|  |                                                                     |
|  | \| \| Brachytrachelopan \| \| \| \| \| \| Dicraeosaurus \| \| \| \| |
|  |                                                                     |
|  | Brachytrachelopan                                                   |
|  |                                                                     |
|  | Dicraeosaurus                                                       |
|  |                                                                     |

|  | Brachytrachelopan |
|  |                   |
|  | Dicraeosaurus     |
|  |                   |

|  | Amargasaurus                                                        |
|  |                                                                     |
|  | \| \| Brachytrachelopan \| \| \| \| \| \| Dicraeosaurus \| \| \| \| |
|  |                                                                     |
|  | Brachytrachelopan                                                   |
|  |                                                                     |
|  | Dicraeosaurus                                                       |
|  |                                                                     |

|  | Brachytrachelopan |
|  |                   |
|  | Dicraeosaurus     |
|  |                   |

|  | Amargasaurus                                                        |
|  |                                                                     |
|  | \| \| Brachytrachelopan \| \| \| \| \| \| Dicraeosaurus \| \| \| \| |
|  |                                                                     |
|  | Brachytrachelopan                                                   |
|  |                                                                     |
|  | Dicraeosaurus                                                       |
|  |                                                                     |

|  | Brachytrachelopan |
|  |                   |
|  | Dicraeosaurus     |
|  |                   |

|  | Amargasaurus                                                        |
|  |                                                                     |
|  | \| \| Brachytrachelopan \| \| \| \| \| \| Dicraeosaurus \| \| \| \| |
|  |                                                                     |
|  | Brachytrachelopan                                                   |
|  |                                                                     |
|  | Dicraeosaurus                                                       |
|  |                                                                     |

|  | Brachytrachelopan |
|  |                   |
|  | Dicraeosaurus     |
|  |                   |

|  | Amargasaurus                                                        |
|  |                                                                     |
|  | \| \| Brachytrachelopan \| \| \| \| \| \| Dicraeosaurus \| \| \| \| |
|  |                                                                     |
|  | Brachytrachelopan                                                   |
|  |                                                                     |
|  | Dicraeosaurus                                                       |
|  |                                                                     |

|  | Brachytrachelopan |
|  |                   |
|  | Dicraeosaurus     |
|  |                   |

|  | Amargasaurus                                                        |
|  |                                                                     |
|  | \| \| Brachytrachelopan \| \| \| \| \| \| Dicraeosaurus \| \| \| \| |
|  |                                                                     |
|  | Brachytrachelopan                                                   |
|  |                                                                     |
|  | Dicraeosaurus                                                       |
|  |                                                                     |

|  | Brachytrachelopan |
|  |                   |
|  | Dicraeosaurus     |
|  |                   |

|  | Amargasaurus                                                        |
|  |                                                                     |
|  | \| \| Brachytrachelopan \| \| \| \| \| \| Dicraeosaurus \| \| \| \| |
|  |                                                                     |
|  | Brachytrachelopan                                                   |
|  |                                                                     |
|  | Dicraeosaurus                                                       |
|  |                                                                     |

|  | Brachytrachelopan |
|  |                   |
|  | Dicraeosaurus     |
|  |                   |

|  | Amargasaurus                                                        |
|  |                                                                     |
|  | \| \| Brachytrachelopan \| \| \| \| \| \| Dicraeosaurus \| \| \| \| |
|  |                                                                     |
|  | Brachytrachelopan                                                   |
|  |                                                                     |
|  | Dicraeosaurus                                                       |
|  |                                                                     |

|  | Brachytrachelopan |
|  |                   |
|  | Dicraeosaurus     |
|  |                   |

|  | Amargasaurus                                                        |
|  |                                                                     |
|  | \| \| Brachytrachelopan \| \| \| \| \| \| Dicraeosaurus \| \| \| \| |
|  |                                                                     |
|  | Brachytrachelopan                                                   |
|  |                                                                     |
|  | Dicraeosaurus                                                       |
|  |                                                                     |

|  | Brachytrachelopan |
|  |                   |
|  | Dicraeosaurus     |
|  |                   |

|  | Amargasaurus                                                        |
|  |                                                                     |
|  | \| \| Brachytrachelopan \| \| \| \| \| \| Dicraeosaurus \| \| \| \| |
|  |                                                                     |
|  | Brachytrachelopan                                                   |
|  |                                                                     |
|  | Dicraeosaurus                                                       |
|  |                                                                     |

|  | Brachytrachelopan |
|  |                   |
|  | Dicraeosaurus     |
|  |                   |

|  | Amargasaurus                                                        |
|  |                                                                     |
|  | \| \| Brachytrachelopan \| \| \| \| \| \| Dicraeosaurus \| \| \| \| |
|  |                                                                     |
|  | Brachytrachelopan                                                   |
|  |                                                                     |
|  | Dicraeosaurus                                                       |
|  |                                                                     |

|  | Brachytrachelopan |
|  |                   |
|  | Dicraeosaurus     |
|  |                   |

|  | Amargasaurus                                                        |
|  |                                                                     |
|  | \| \| Brachytrachelopan \| \| \| \| \| \| Dicraeosaurus \| \| \| \| |
|  |                                                                     |
|  | Brachytrachelopan                                                   |
|  |                                                                     |
|  | Dicraeosaurus                                                       |
|  |                                                                     |

|  | Brachytrachelopan |
|  |                   |
|  | Dicraeosaurus     |
|  |                   |

|  | Amargasaurus                                                        |
|  |                                                                     |
|  | \| \| Brachytrachelopan \| \| \| \| \| \| Dicraeosaurus \| \| \| \| |
|  |                                                                     |
|  | Brachytrachelopan                                                   |
|  |                                                                     |
|  | Dicraeosaurus                                                       |
|  |                                                                     |

|  | Brachytrachelopan |
|  |                   |
|  | Dicraeosaurus     |
|  |                   |

|  | Amargasaurus                                                        |
|  |                                                                     |
|  | \| \| Brachytrachelopan \| \| \| \| \| \| Dicraeosaurus \| \| \| \| |
|  |                                                                     |
|  | Brachytrachelopan                                                   |
|  |                                                                     |
|  | Dicraeosaurus                                                       |
|  |                                                                     |

|  | Brachytrachelopan |
|  |                   |
|  | Dicraeosaurus     |
|  |                   |

|  | Amargasaurus                                                        |
|  |                                                                     |
|  | \| \| Brachytrachelopan \| \| \| \| \| \| Dicraeosaurus \| \| \| \| |
|  |                                                                     |
|  | Brachytrachelopan                                                   |
|  |                                                                     |
|  | Dicraeosaurus                                                       |
|  |                                                                     |

|  | Brachytrachelopan |
|  |                   |
|  | Dicraeosaurus     |
|  |                   |

|  | Amargasaurus                                                        |
|  |                                                                     |
|  | \| \| Brachytrachelopan \| \| \| \| \| \| Dicraeosaurus \| \| \| \| |
|  |                                                                     |
|  | Brachytrachelopan                                                   |
|  |                                                                     |
|  | Dicraeosaurus                                                       |
|  |                                                                     |

|  | Brachytrachelopan |
|  |                   |
|  | Dicraeosaurus     |
|  |                   |

|  | Amargasaurus                                                        |
|  |                                                                     |
|  | \| \| Brachytrachelopan \| \| \| \| \| \| Dicraeosaurus \| \| \| \| |
|  |                                                                     |
|  | Brachytrachelopan                                                   |
|  |                                                                     |
|  | Dicraeosaurus                                                       |
|  |                                                                     |

|  | Brachytrachelopan |
|  |                   |
|  | Dicraeosaurus     |
|  |                   |

|  | Amargasaurus                                                        |
|  |                                                                     |
|  | \| \| Brachytrachelopan \| \| \| \| \| \| Dicraeosaurus \| \| \| \| |
|  |                                                                     |
|  | Brachytrachelopan                                                   |
|  |                                                                     |
|  | Dicraeosaurus                                                       |
|  |                                                                     |

|  | Brachytrachelopan |
|  |                   |
|  | Dicraeosaurus     |
|  |                   |

|  | Amargasaurus                                                        |
|  |                                                                     |
|  | \| \| Brachytrachelopan \| \| \| \| \| \| Dicraeosaurus \| \| \| \| |
|  |                                                                     |
|  | Brachytrachelopan                                                   |
|  |                                                                     |
|  | Dicraeosaurus                                                       |
|  |                                                                     |

|  | Brachytrachelopan |
|  |                   |
|  | Dicraeosaurus     |
|  |                   |

|  | Amargasaurus                                                        |
|  |                                                                     |
|  | \| \| Brachytrachelopan \| \| \| \| \| \| Dicraeosaurus \| \| \| \| |
|  |                                                                     |
|  | Brachytrachelopan                                                   |
|  |                                                                     |
|  | Dicraeosaurus                                                       |
|  |                                                                     |

|  | Brachytrachelopan |
|  |                   |
|  | Dicraeosaurus     |
|  |                   |

|  | Amargasaurus                                                        |
|  |                                                                     |
|  | \| \| Brachytrachelopan \| \| \| \| \| \| Dicraeosaurus \| \| \| \| |
|  |                                                                     |
|  | Brachytrachelopan                                                   |
|  |                                                                     |
|  | Dicraeosaurus                                                       |
|  |                                                                     |

|  | Brachytrachelopan |
|  |                   |
|  | Dicraeosaurus     |
|  |                   |

|  | Amargasaurus                                                        |
|  |                                                                     |
|  | \| \| Brachytrachelopan \| \| \| \| \| \| Dicraeosaurus \| \| \| \| |
|  |                                                                     |
|  | Brachytrachelopan                                                   |
|  |                                                                     |
|  | Dicraeosaurus                                                       |
|  |                                                                     |

|  | Brachytrachelopan |
|  |                   |
|  | Dicraeosaurus     |
|  |                   |

|  | Amargasaurus                                                        |
|  |                                                                     |
|  | \| \| Brachytrachelopan \| \| \| \| \| \| Dicraeosaurus \| \| \| \| |
|  |                                                                     |
|  | Brachytrachelopan                                                   |
|  |                                                                     |
|  | Dicraeosaurus                                                       |
|  |                                                                     |

|  | Brachytrachelopan |
|  |                   |
|  | Dicraeosaurus     |
|  |                   |

|  | Amargasaurus                                                        |
|  |                                                                     |
|  | \| \| Brachytrachelopan \| \| \| \| \| \| Dicraeosaurus \| \| \| \| |
|  |                                                                     |
|  | Brachytrachelopan                                                   |
|  |                                                                     |
|  | Dicraeosaurus                                                       |
|  |                                                                     |

|  | Brachytrachelopan |
|  |                   |
|  | Dicraeosaurus     |
|  |                   |

|  | Amargasaurus                                                        |
|  |                                                                     |
|  | \| \| Brachytrachelopan \| \| \| \| \| \| Dicraeosaurus \| \| \| \| |
|  |                                                                     |
|  | Brachytrachelopan                                                   |
|  |                                                                     |
|  | Dicraeosaurus                                                       |
|  |                                                                     |

|  | Brachytrachelopan |
|  |                   |
|  | Dicraeosaurus     |
|  |                   |

|  | Amargasaurus                                                        |
|  |                                                                     |
|  | \| \| Brachytrachelopan \| \| \| \| \| \| Dicraeosaurus \| \| \| \| |
|  |                                                                     |
|  | Brachytrachelopan                                                   |
|  |                                                                     |
|  | Dicraeosaurus                                                       |
|  |                                                                     |

|  | Brachytrachelopan |
|  |                   |
|  | Dicraeosaurus     |
|  |                   |

|  | Amargasaurus                                                        |
|  |                                                                     |
|  | \| \| Brachytrachelopan \| \| \| \| \| \| Dicraeosaurus \| \| \| \| |
|  |                                                                     |
|  | Brachytrachelopan                                                   |
|  |                                                                     |
|  | Dicraeosaurus                                                       |
|  |                                                                     |

|  | Brachytrachelopan |
|  |                   |
|  | Dicraeosaurus     |
|  |                   |

|  | Amargasaurus                                                        |
|  |                                                                     |
|  | \| \| Brachytrachelopan \| \| \| \| \| \| Dicraeosaurus \| \| \| \| |
|  |                                                                     |
|  | Brachytrachelopan                                                   |
|  |                                                                     |
|  | Dicraeosaurus                                                       |
|  |                                                                     |

|  | Brachytrachelopan |
|  |                   |
|  | Dicraeosaurus     |
|  |                   |

|  | Amargasaurus                                                        |
|  |                                                                     |
|  | \| \| Brachytrachelopan \| \| \| \| \| \| Dicraeosaurus \| \| \| \| |
|  |                                                                     |
|  | Brachytrachelopan                                                   |
|  |                                                                     |
|  | Dicraeosaurus                                                       |
|  |                                                                     |

|  | Brachytrachelopan |
|  |                   |
|  | Dicraeosaurus     |
|  |                   |

Jednakże pokrewieństwo w obrębie rodziny dikreozaurów nie jest tak jednoznaczne. W 1999 padła propozycja Salgado, zgodnie z którą jeden z dwóch gatunków dikreozaura, Dicraeosaurus sattleri, jest bliższym krewnym amargazaura niż drugiego gatunku dikreozaura,  D. hansemanni. Ten ostatni miałby zgodnie z tym poglądem być najbliżej spokrewniony z rodzajem Brachytrachelopan. Rauhut nie zgadza się z takim postawieniem sprawy. Potrzebuje ona jednak dalszych badań, w szczególności wyjaśniających możliwość wyróżnienia Dicraeosaurinae zgodnie z proponowaną definicją, tym bardziej w świetle podnoszonych opinii o konieczności redeskrypcji (uściślenia diagnozy taksonomicznej) dikreozaura w związku z odkryciem Brachytrachelopan i amargazaura. Jednak również niektóre nowsze prace popierają silne pokrewieństwo pomiędzy dikreozaurem i Brachytrachelopan, bliższe niż pomiędzy złożonym z nich dwóch kladem a amargazaurem. Nowsze prace nie podtrzymują tego poglądu, rozważają natomiast włączenie do dikreozaurów jako bazalnego rodzaju Suuwassea, wcześniej uznawanego za bazalny w grupie Flagellicaudata, łączącej diplodoki i dikreozaury, leżący w trychotomii z nimi, bądź będący grupą siostrzaną wszystkich innych Flagellicaudata.
Nazwa rodzajowa Brachytrachelopan pochodzi z greki. Źródłosłów swój bierze od brachytrachelos, co oznacza "krótkoszyi" i odnosi się do krótkiej jak na zauropoda szyi zwierzęcia, i od Pana. Pan (Παν) był w mitologii greckiej żyjącym w Arkadii bóstwem opiekującym się trzodami i pasterzami o postaci na pół ludzkiej, na pół zwierzęcej. Natomiast holotypowy okaz znaleziony został przez Daniela Mesę, podczas poszukiwań zaginionej owcy, którego honoruje również epitet gatunkowy – mesai.

## Morfologia

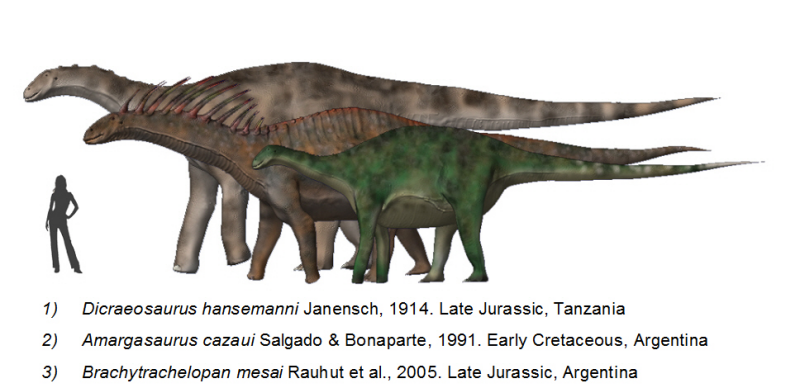
Porównanie wielkości dikreozaurydów i człowieka

Brachytrachelopan różnił się od typowego zauropoda, olbrzyma z długą szyją zakończoną niewielką głową.
Wyróżniał się niewielkimi jak na zauropoda rozmiarami – długość jego ciała wynosiła 10 m. Tymczasem nawet jego najbliższy krewny dikreozaur osiągał 20 m. Rozmiarami Brachytrachelopan przypominał najbardziej dziewięciometrowego nigerzaura z rodziny rebbachizaurów.
Szyja była względnie o 40% krótsza niż u innych znanych przedstawicieli tej samej rodziny, a także krótsza niż u wszystkich innych zauropodów. Jej długość szacuje się na 1,1 m. Stanowiło to 75% albo i nawet mniej długości odcinka grzbietowego kręgosłupa. Tymczasem u niektórych zauropodów wartość ta dochodziła do 400% (123% u dikreozaura, a 136% u amargazaura). Przez analogię z innymi dikreozaurydami szacuje się, że tworzyło ją 12 kręgów. W kształcie były one silnie opistoceliczne. To skrócenie ich trzonów odpowiadało za niezwykłą krótkość szyi. Wymiar przednio-tylny kręgów tego odcinka nie przekraczał bowiem ich wysokości. Najdłuższy z trzonów mierzył 10 cm. Blaszka zwana centropostzygapophyseal lamina była dobrze rozwinięta, słupowata. Obie te właściwości stanowią cechy diagnostyczne rodzaju (chociaż skrócenie kręgów występowało również u dikreozaura). Pleurocoele nie występowały w żadnym z zachowanych kręgów przedkrzyżowych. Trzy ostatnie kręgi szyjne miały po bokach duże zagłębienia, podobnie jak dwa pierwsze grzbietowe. Blaszki boczne łuku były dobrze rozwinięte. Zwracały uwagę wydłużone wyrostki kolczyste, prętowate i rozdzielone na dwie części, podobnie jak znaczne nachylenie wyrostków kolczystych w środkowej części kręgosłupa szyjnego, rozpoczynającego się już od przedniej strony trzonu kręgu, również wymieniane wśród cech diagnostycznych Brachytrachelopan. Występowały żebra szyjne, ale nie osiągały one znacznej długości. Sięgały jedynie nieznacznie za tylny kraniec kręgu. Żebro ostatniego kręgu szyjnego wykazywało pewne cechy pośrednie między żebrami szyjnymi a grzbietowymi.

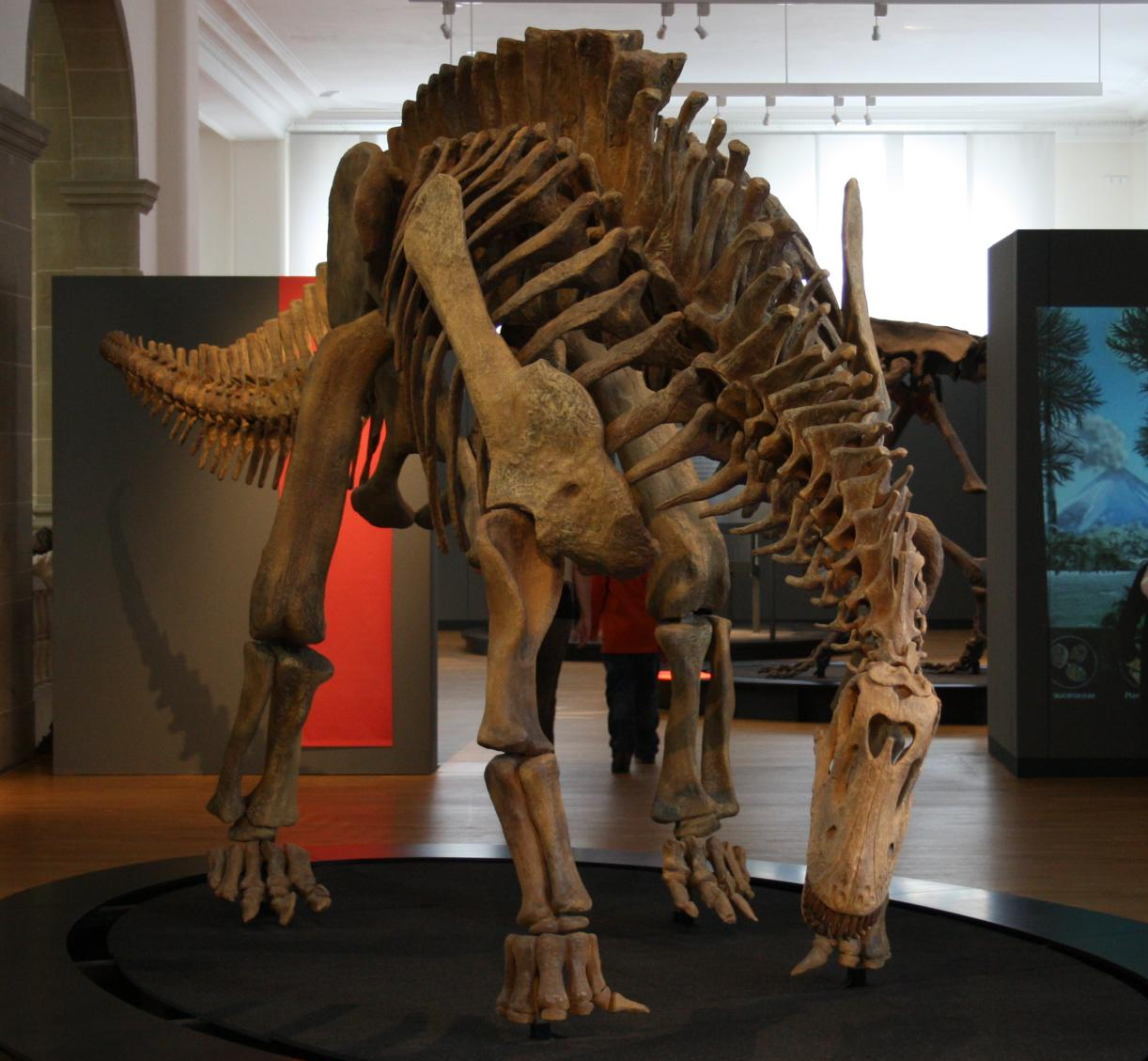
Szkielet

Kręgi dalszych odcinków kręgosłupa różniły się od poprzednio omówionych. Zarówno w odcinku grzbietowym, jak i krzyżowym ich trzony przyjmowały kształt amfi-platyceliczny. Podstawy wyrostków kolczystych pierwszych sześciu kręgów grzbietowych cechowały się pionowym położeniem, same wyrostki zaś wyginały się do przodu. Przejście między szyjnym a grzbietowym odcinkiem kręgosłupa zaznaczało się też zmianą położenia wyrostków parapophyses z przednio-brzusznego na przednio-grzbietowe. Na kręgach dorsalnych zaznaczała się dobrze zbudowana blaszka centropostzygapophyseal lamina, leżąca w jednoimiennym zagłębieniu. Również tutaj odznaczały się wydłużone, rozdzielające się, skierowane w górnej części ku przodowi wyrostki kolczyste, przynajmniej przez proksymalne 6 kręgów, bo przy 7. następowała zmiana – pojawiał się wyrostek kolczysty opisywany przez Rauhuta i współpracowników jako szeroki, kształtu płatka kwiatu. W wyrostkach tej części kręgosłupa wyróżnia się następujące blaszki: prespinal, postspinal, spinozygapophyseal oraz lateral spinopostzygapophyseal laminae, poza nimi występowała jeszcze spinodiapophyseal, określana przez odkrywców zwierzęcia jako krótka, i spinopostzygapophyseal. Whitlock dodatkowe połączenie stawowe pomiędzy żebrami tego odcinka podaje jako jedyną autapomorfię rodzaju. Żebra tego odcinka kierowały się ku tyłowi. Wyjątek stanowiła najbardziej dystalna para. Dzieliły się one na żebra piersiowe i brzuszne. Te pierwsze (grupa ta obejmuje 7 par) były szerokie, rozlokowane w odstępach odpowiadających mniej więcej ich rozmiarowi, natomiast leżące za nimi żebra brzuszne były o połowę węższe i mniej gęsto ułożone. Pomimo zachowanych żeber i ich połączeń stawowych z kręgosłupem nie zachowały się żadne gastrolity. Mięśnie grzbietu nie przedstawiały wielkich różnic wśród euzauropodów (odrębności dotyczyły głównie układu ścięgien i przekrojów poprzecznych mięśni). Wyróżnia się 3 ich główne grupy. Najbliżej płaszczyzny pośrodkowej ciała leżał mięsień poprzeczno-kolcowy, zaopatrzony u dikreozaurów i diplodoków w dwa systemy ścięgien, którego budowa kojarzy się Schwarz-Wings z kratą. Bocznie od niego rozciągał się mięsień najszerszy grzbietu. Obydwie grupy mięśniowe posiadały przyczepy na łukach kręgów, w przeciwieństwie do mięśnia biodrowo-żebrowego, którego przyczepy leżały na żebrach.
Kolejny odcinek kręgosłupa to odcinek krzyżowy. Tworzyły go kręgi o zrośniętych ze sobą łukach i wyrostkach kolczystych. Te ostatnie tworzyły wręcz jedną kość. Blaszki spinopostzygapophyseal rozwinięte były bardzo dobrze, natomiast spinodiapophyseal były mniejsze.
Szkielet kończyny tylnej przypomina odkrywcom rodzaju szkielet pokrewnego dikreozaura.

## Odkrycie, rozmieszczenie geograficzne i ekologia

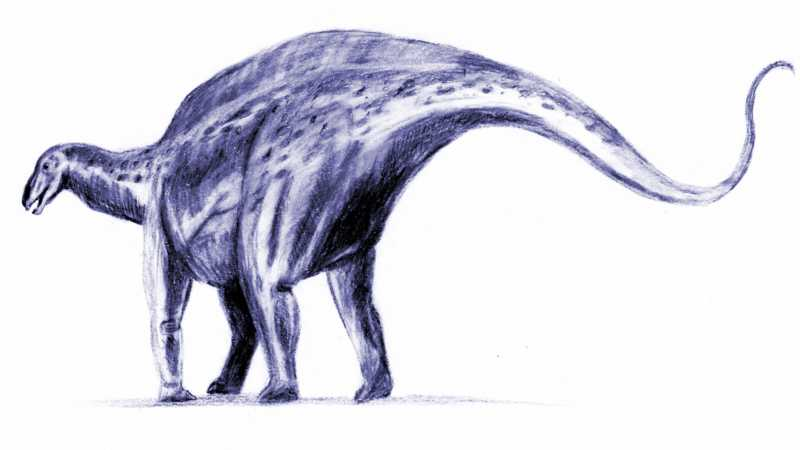
Brachytrachelopan

Holotyp (oznakowany jako MPEF-PV 1716) stanowi niekompletny szkielet o zachowanych połączeniach stawowych. Do należących doń kręgów zalicza się 8 szyjnych (wraz z tylnymi żebrami szyjnymi), 12 grzbietowych i wszystkie żebra tego odcinka, pierwsze 3 krzyżowe (ściślej zachowało się dwa i pół kręgu). Szkielet kończyn reprezentowały prawa kość biodrowa, dalsza część lewej kości udowej, a także bliższy koniec lewej piszczeli. Żaden fragment kończyn przednich nie zachował się w całości. Z uwagi na silne zrośnięcie łuków kręgów z ich trzonami wnioskuje się, że nie mógł to być osobnik młodociany. Whitlock ocenił procentowo ilość dostępnych danych wnoszonych przez dostępny materiał. Uznał, że brakuje 100% danych odnośnie do czaszki, 54% odnoszących się do szkieletu osiowego pozaczaszkowego i 97%, jeśli chodzi o kończyny. Jako wartość średnią podał 80%.
Holotypowe znalezisko leżało 25 km w kierunku pomiędzy północą a północnym wschodem od wioski Cerro Cóndor, na szczycie wzgórza. Otaczały je piaskowce powstałe z osadów rzecznych. Należą one do formacji Cañadón Calcáreo (Volkheimer wymienia zwierzę wśród górnej fauny formacji Cañadón Asfalto, odpowiadającej czasowo formacji Cañadón Calcáreo). Znajduje się ona w środkowej Patagonii. Rzeczoną formację (a przynajmniej tę część, z której pochodzi B. mesai) datuje się na tyton – wiek należący do jury późnej.
Reasumując, Brachytrachelopan zamieszkiwał tereny dzisiejszej Patagonii pod koniec okresu jurajskiego, około 150 milionów lat temu.
Rauhut i współpracownicy uznali odkrycie nowego rodzaju za argument potwierdzający szybką radiację ewolucyjną i rozprzestrzenianie się dikreozaurydów w epoce jury późnej. Objęła ona tylko kontynenty południowe, należące wcześniej do superkontynentu Gondwany, który w jurze środkowej oddzielił się od kontynentów północnych. W efekcie dikreozaury zamieszkiwały kontynenty Gondwany w jurze późnej i kredzie wczesnej. Podczas gdy dikreozaur pochodził z Afryki, z kimerydu i tytonu, amargazaur podobnie jak Brachytrachelopan, zamieszkiwał tereny dzisiejszej Argentyny w barremie i apcie. Dikreozaur żyłby więc na północ od pustyni rozpościerającej się w środku superkontynentu Gondwany, a Brachytrachelopan na południe od niej. Ich przodkowie musieli więc tę pustynię przekraczać.
Autorzy opisu Brachytrachelopan uznali, że zwierzęta tak różniące się budową od innych zauropodów jak dikreozaury musiały cechować się odmienną od nich ekologią. Brachytrachelopan był roślinożercą. Formacja geologiczna, z której pochodzą jego szczątki, powstała z osadów rzecznych, choć w dolnej jej części zaznacza się też wpływ jezior i bagien. Wśród roślin dominowały Classopollis i Callialasporites, pojawiła się już też Cyclusphaera. Obecność Classopollis świadczyć ma o ciepłym klimacie, podobnie jak Nemestheria, Pseudestherites, być może także Euestheria i Congestheriella. Odnaleziono tam też ślady rybiej fauny Almada. Czworonogi reprezentowały temnospondyle, żółwie, krokodyle i teropody, spośród zauropodów, oprócz Brachytrachelopan, żyły tam jeszcze Tehuelchesaurus oraz niezidentyfikowany bliżej przedstawiciel brachiozaurów.
Wśród wielu grup zauropodów (w tym wśród blisko spokrewnionych z dikreozaurydami diplodoków) dominowała tendencja do wydłużania się szyi. Uważa się powszechnie, że długa szyja zauropodów wyewoluowała jako przystosowanie do pobierania pokarmu, zapewniające dostęp do pożywienia bez konieczności przemieszczania całego wielkiego ciała (choć istnieje jeszcze druga hipoteza upatrująca tu efektów doboru płciowego, jest ona jednak podważana). Brachytrachelopan i jego krewny dikreozaur należeli tu jednak do wyjątków. Wydaje się, że u dikreozaurów miała miejsce tendencja przeciwna, polegająca na skracaniu szyi. Rauhut i współpracownicy dostrzegają tutaj adaptację do pożywiania się nisko rosnącymi roślinami, na wysokości 1-2 m. Zwracają uwagę, że już wcześniej zaproponowano, że dikreozaur i amargazaur żywiły się selektywnie. W ten sam sposób widzą żerowanie opisanego przez siebie zauropsyda. Co więcej, proponują dla Brachytrachelopan niszę ekologiczną, odpowiadającą zajmowanej na kontynentach północnych (gdzie dikreozaurydów nie było) przez iguanodonty. Swój pogląd podpierają budową łuków kręgów szyjnych zwierzęcia, których budowa ograniczała zgięcie w kierunku grzbietowym. W ich opinii to właśnie specjalizacja w pobieraniu pokarmu powstrzymała dikreozaurydy przed osiąganiem olbrzymich rozmiarów, jak to miało miejsce wśród niewyspecjalizowanych w tym zakresie zauropodów, ale też wśród diplodoków, które wyspecjalizowały się w zupełnie odmiennym kierunku. Młodociane osobniki diplodoków mogły jednak odżywiać się tak jak Brachytrachelopan, selektywnie, a dopiero osiągnąwszy dorosłość zmieniać sposób żywienia się. Rauhut i współpracownicy publikację opisującą rodzaj kończą stwierdzeniem, że zauropody mogły wykazywać większą plastyczność, niż się uważa.